# Anagrapha jota
Anagrapha jota är en fjärilsart som beskrevs av Carl von Linné sensu Cramer 1777. Anagrapha jota ingår i släktet Anagrapha och familjen nattflyn. Inga underarter finns listade i Catalogue of Life.